# 柔佛海峡

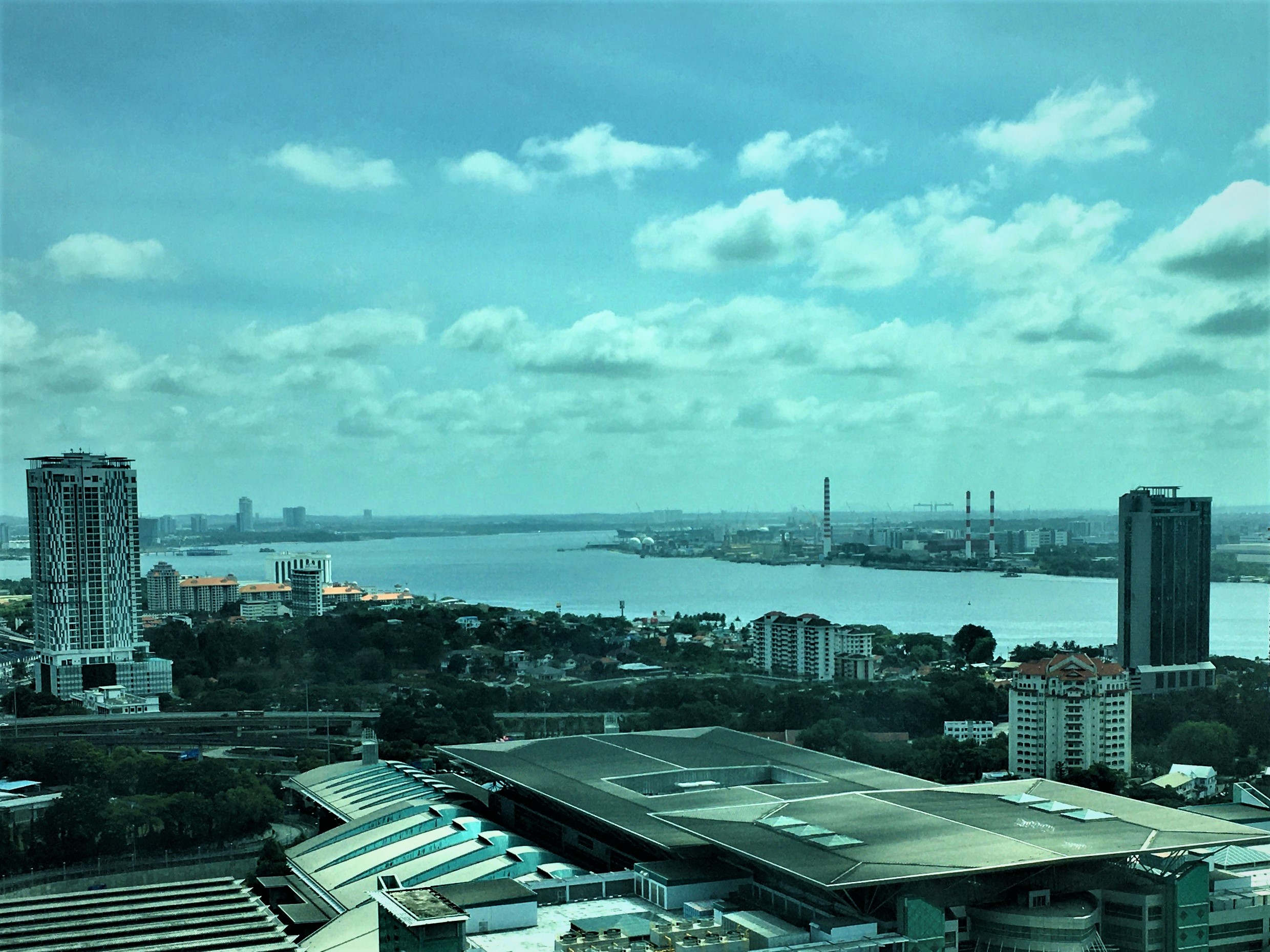
柔佛海峡，圖左側為馬來西亞，右側為新加坡

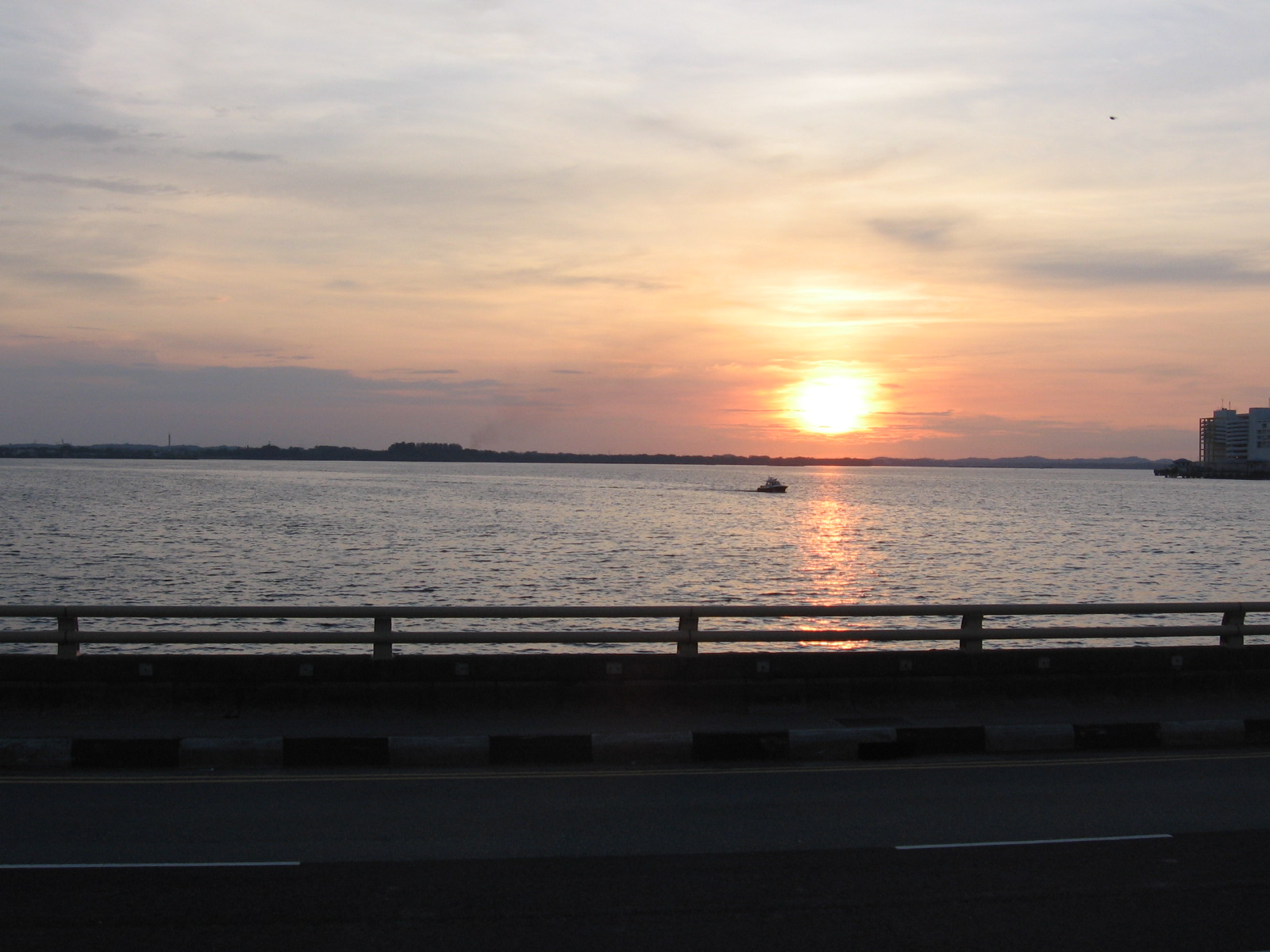
日落时分的柔佛海峡

柔佛海峽（英語：Straits of Johor），别称地不佬海峡，是新加坡和馬來西亞柔佛州之间水道，东连南海，西通馬六甲海峽。

## 背景
柔佛海峽長52公里，寬1至5公里。有條1056米長的新柔長堤與1920米長的马新第二通道連接兩岸。在二战期間，英軍曾炸毀新柔長堤，防止日軍通過海峽，入侵新加坡。
新加坡和馬來西亞在1995年8月簽訂協議，劃分柔佛海峽水域的國界。在此之前，兩國按照1927年海峽殖民地與柔佛領土水域協議書所劃定的一條“假想線”，作为柔佛海峽水域上的國界。